# حادثة طائرة التجسس الأمريكية يو-2

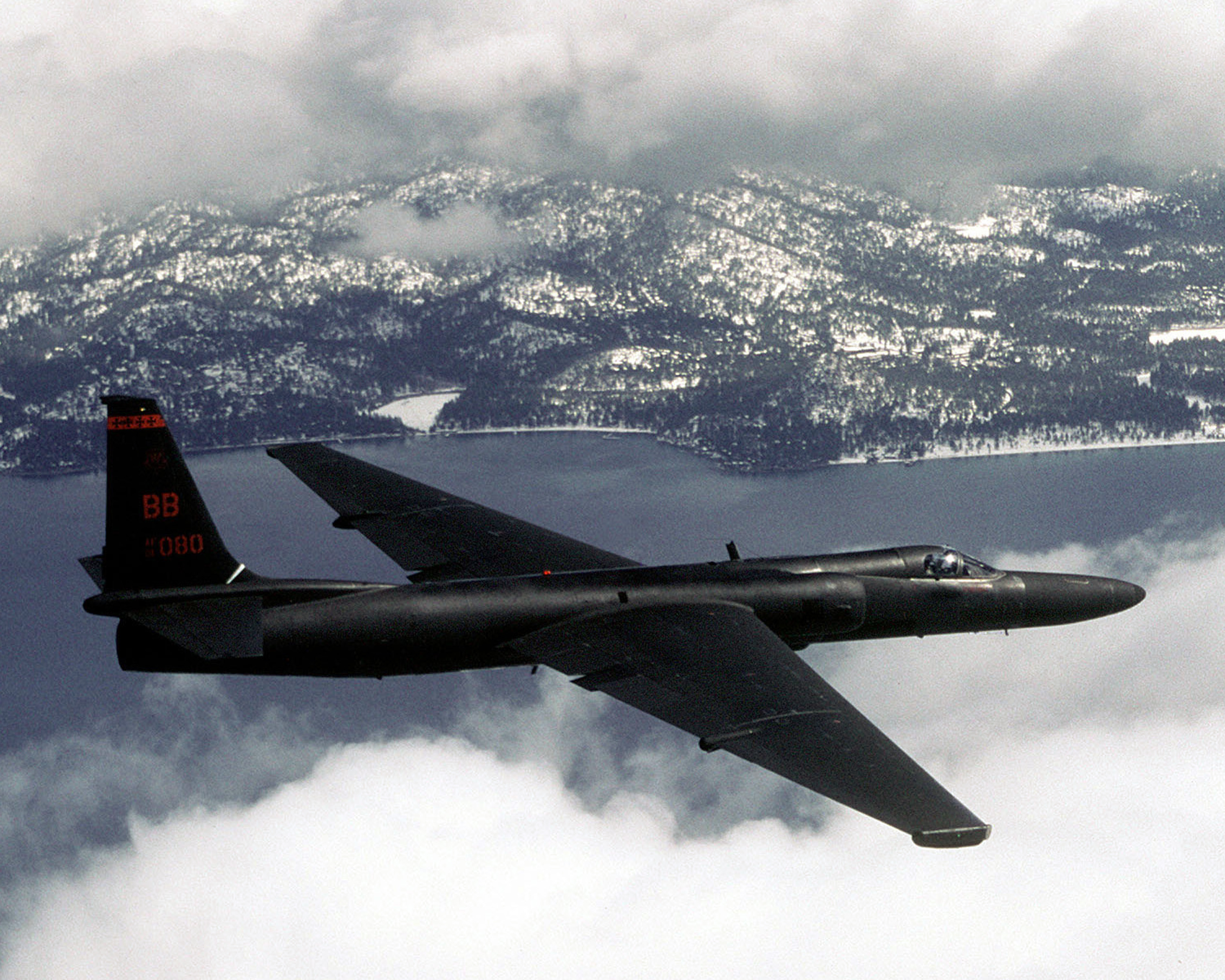
صورة لطائرة يو-2 التجسس الأمريكية.

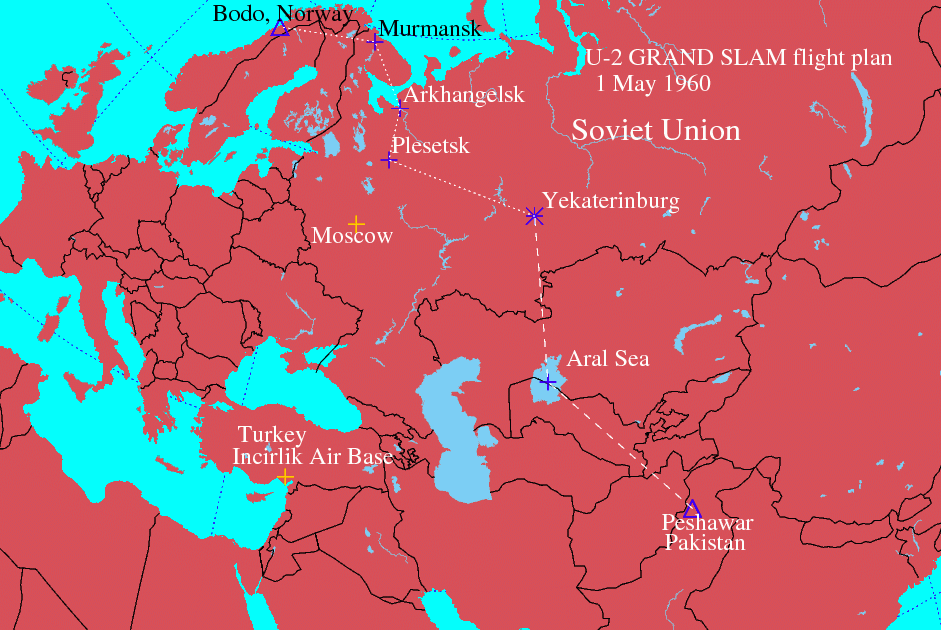
خطة الحكومة الأمريكية بتجاوز الأراضي السوفيتية بغرض تصوير الأماكن.

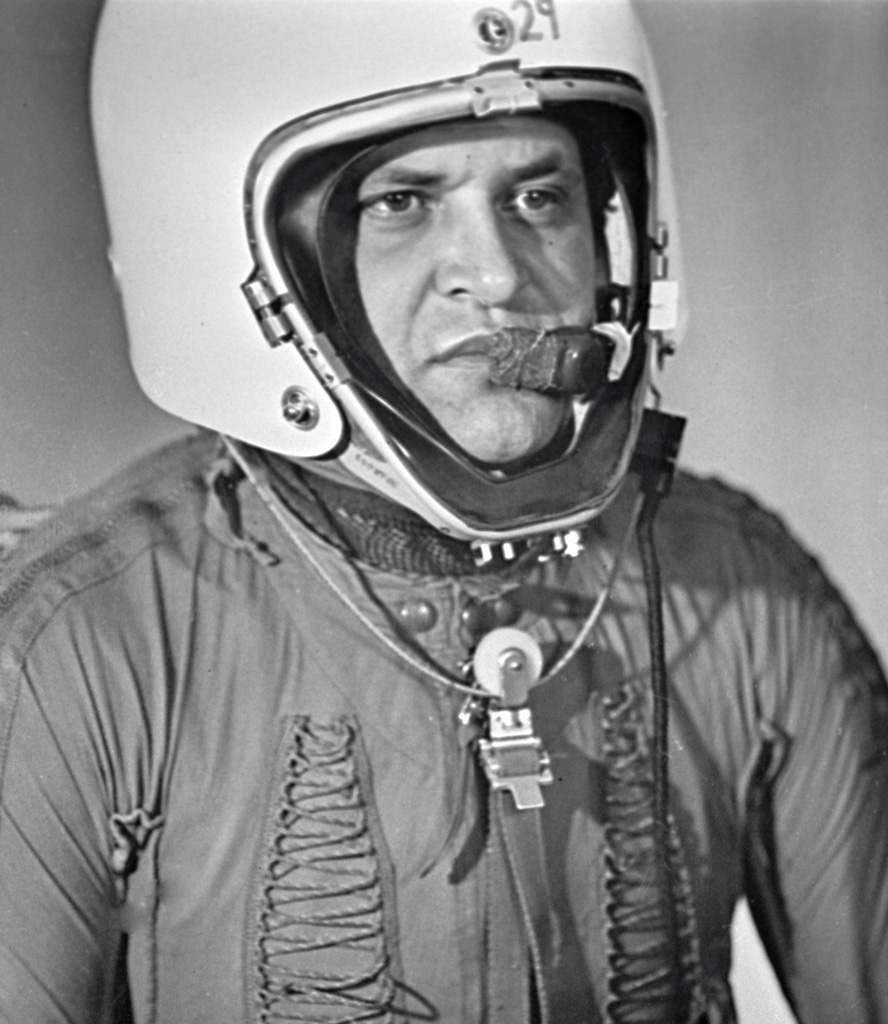
صورة قائد طائرة يو-2 التجسس الأمريكية فرانسيس غاري باورز.

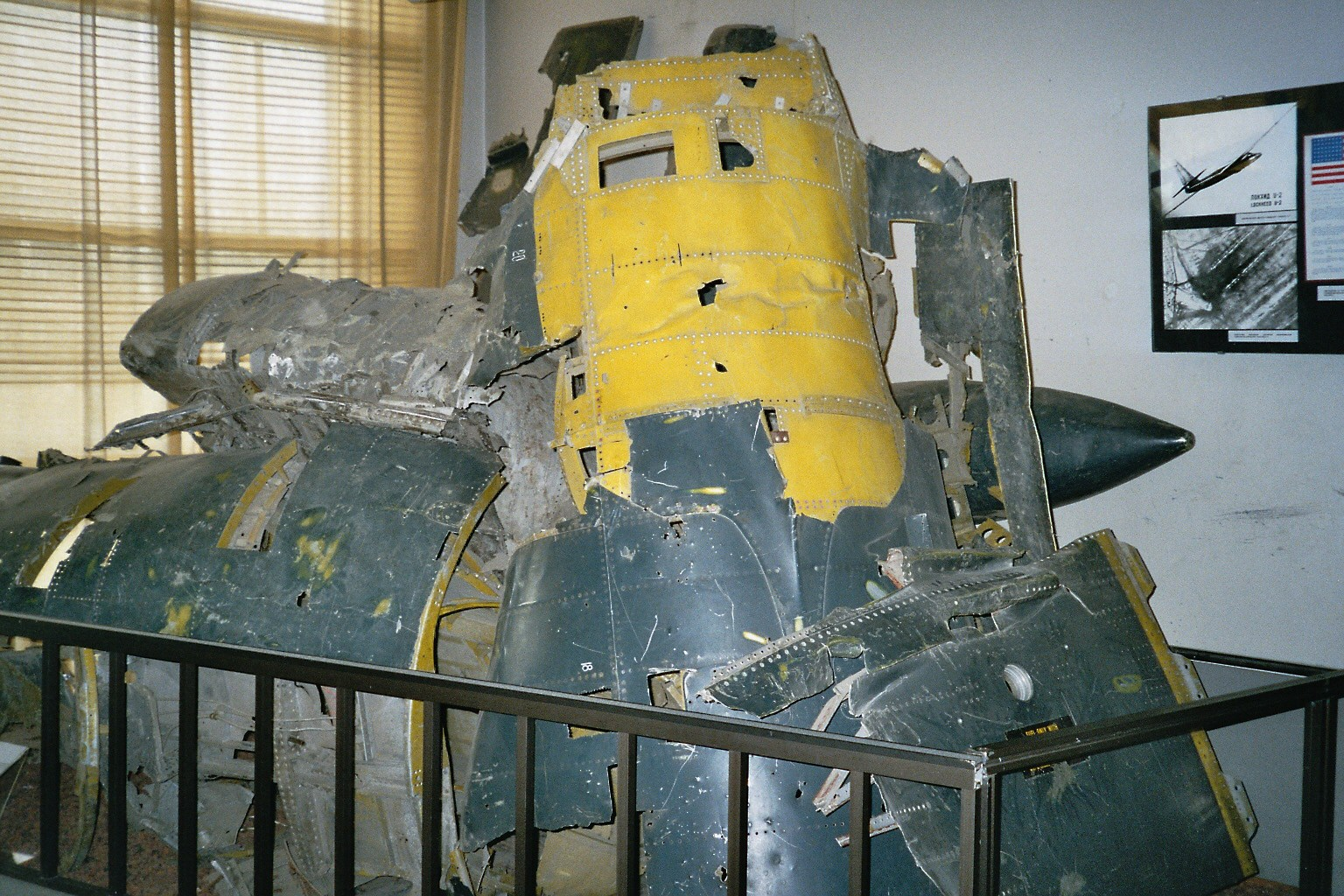
أثار حطام طائرة يو-2 التجسسية في المتحف الروسي بالعاصمة موسكو

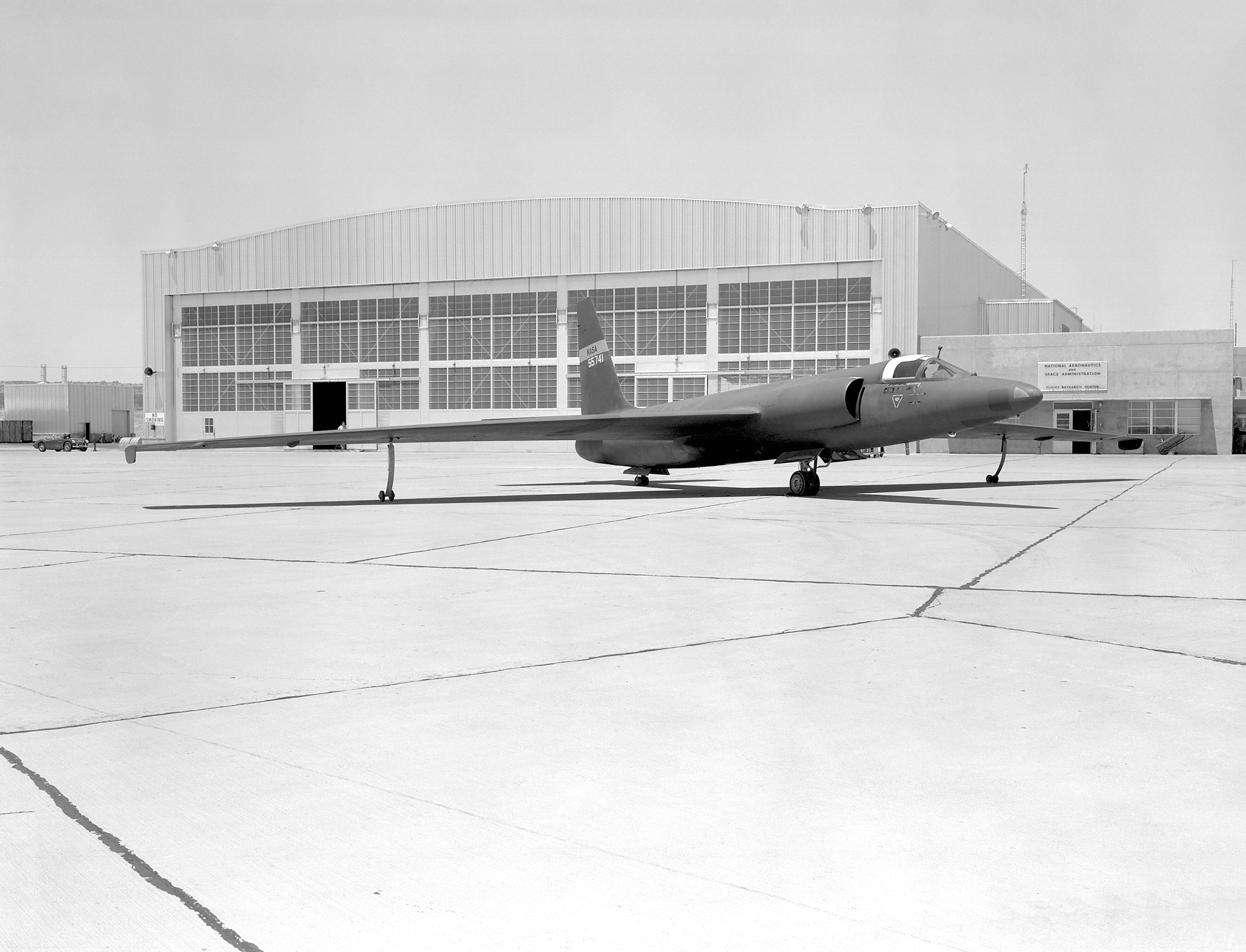
طائرة يو-2 ، ألتقطت سنة 1960م.

حادثة طائرة التجسس الأمريكية يو-2 عام 1960م (بالإنجليزية: 1960 U-2 incident)‏، هي طائرة عسكرية أمريكية من طراز يو-2 ، سقطت طائرة التجسس الأمريكية فوق الأراضي الاتحاد السوفيتي سنة 1960م ، وقد تسبب بعد ذلك في زيادة توتر العلاقات الأمريكية السوفيتية. زار الزعيم السوفيتي نيكيتا خروتشوف لطائرة التجسس المدمرة في المعرض الخاص للقوات المسلحة السوفيتية.

## خلفية انطلاق القاعدة العسكرية في باكستان
اتقف رئيس الوزراء الباكستاني حسين شهيد سهروردي والرئيس الأمريكي دوايت أيزنهاور بإقامة قاعدة عسكرية أمريكية في باكستان في شهر يوليو سنة 1957م، وذلك بإنشاء قاعدة عسكرية مشتركة بين باكستان والحكومة الأمريكية وتعرف حينها بمحطة بيشاور الجوية، إلا أن الرئيس إيزنهاور لا يريد إطلاق طائرة التجسس الأمريكية يو-2 خشية من أن تسقط طائرة التجسس أو تنتهك الأجواء السوفيتية  ، والتي تنطلقت منها طائرة التجسس الأمريكي يو-2 سنة 1960م.

## المحاولة الأولى
في 9 أبريل 1960م، انطلقت طائرة يو-2 سي التجسس الأمريكية من مدينة بيشاور الباكستانية بأمر من وكالة المخابرات المركزية وحدة 10-10 ، والذي يقوده الطيار بوب إريكسون في مهمة رسمية واخترقت الأجواء الجوية السوفيتية، وكشفت 4 الأهداف العسكرية السوفيتية السرية، ولكن تفاجأ الطيار إريكسون بقدوم طائرات السوفيتية من طراز سوخوي 9 و ميغ 19 جعله يهرب من الأجواء السوفيتية ويتجه إلى إحدى المطارات الإيرانية في مدينة زاهدان ، وبعد هبوط الطائرة بسلام اعتقدوا المخابرات الأمريكية أن المهمة الاستطلاعية الغير قتالية كانت ناجحة وقرر الرحلة القادمة من طائرة يو-2 سباي بلان أن تنطلق مرة أخرى من مطار بيشاور الدولي.

## حادثة سقوط الطائرة
في 28 أبريل عام 1960م، ظهرت الطائرة الجديدة من طراز لوكيهيد يو-2 في إحدى القواعد الأمريكية بـتركيا، وأنطلقت من بيشاور للاستطلاع على الأجواء السوفيتية الجديدة بواسطة الطيار الأمريكي فرانسيس غاري باورز ، وكانت تهدف بأن تصور أماكن مهمة بمدن سوفيتية عسكرية وأن تنهي المهمة إلى العودة لمملكة النرويج ، إلا أن القوات الدفاع الجوي السوفيتي نجحت في إسقاط الطائرة واعتقال طيارها والحصول على إحدى الوثائق التي أرسلها المخابرات المركزية لتصوير المنشأت السرية وذلك بعد حطام الطائرة.
بعد إلقاء القبض عليه، حكم عليه بالسجن ولكن أطلق سراحه بعد اتفاقية تبادل الجاسوسين بين البلدين مع الجاسوس السوفيتي رودولف آبل.